# Nesporné řízení
Nesporné řízení je vedle řízení sporného druhou základní formou občanského soudního řízení. Jeho podstatným znakem je, že proti sobě nestojí žalobce a žalovaný, ale okruh účastníků řízení závisí na druhu řízení a může být značně různorodý. Soud tu nemá roli pouhého rozhodce jako v řízení sporném, ale musí být sám aktivní a jednat tak, aby bylo dosaženo účelu řízení a byl naplněn veřejný zájem.

## Zásady
V nesporném řízení se uplatňují zčásti odlišné zásady řízení, než jsou zásady typické pro řízení sporné:
1. Zásada oficiality (oproti zásadě dispositivní) znamená, že soud jedná z úřední povinnosti. Řízení musí zahájit i bez návrhu, jestliže se hodnověrně dozví, že vznikla jeho potřeba. „Pánem sporu“ (lat. dominus litis) není žádný z účastníků, ale soud musí v řízení pokračovat, dokud není dosaženo jeho účelu (např. souladu zápisu v obchodním rejstříku se skutečným stavem).
2. Zásada vyšetřovací (také vyhledávací neboli zásada inkviziční, oproti zásadě projednací) znamená, že soud může provádět takové důkazy, které uzná za potřebné. Není při tom vázán návrhy účastníků.
3. Zásada materiální pravdy (oproti zásadě formální pravdy) znamená, že soud se musí snažit o přesné a úplné zjištění skutkového stavu. Nesmí se spokojit s tvrzeními účastníků, byť by i byla shodná.

## Druhy řízení
Typickým příkladem nesporného řízení je řízení o pozůstalosti, řízení o svěření dítěte do péče jednoho z rodičů, řízení o soudní úschově, o umoření listiny, o prohlášení za mrtvého nebo řízení ve věcech obchodního rejstříku.
Nesporná řízení jsou s účinností od 1. ledna 2014 upravena převážně v zákoně o zvláštních řízeních soudních (č. 292/2013 Sb.).